# Zwarte zwaan
De zwarte zwaan (Cygnus atratus) is een vogelsoort uit het geslacht Cygnus (zwanen).

## Kenmerken
De zwarte zwaan is bijna volledig zwart met enkel witte handpennen. De rozerode snavel is lichter op de punt. De poten zijn grijs. De zwarte zwaan heeft van alle zwanen de langste hals: meer dan half zo lang als de totale lichaamslengte.
Hij wordt 110 tot 140 centimeter lang en tot zes kilogram zwaar. De geslachten zijn qua uiterlijke kenmerken gelijk.

## Leefwijze
De zwarte zwanen vormen rond hun tweede levensjaar een koppel voor het leven. De kuikens worden door de ouders samen opgevoed.
De zwarte zwaan is niet honkvast. Bij zwerftochten kan hij afstanden van honderden kilometers overbruggen en zorgt zo ook zelf voor zijn verspreiding. Kenmerkend is de klagende, trompetterende roep bij hun nachtelijke vluchten. Zijn voedsel bestaat uit grassen en waterplanten.

## Verspreiding
Deze soort komt van nature voor in Australië, Tasmanië en Nieuw-Zeeland. Hij leeft in zoet- en brakwatergebieden.
Een expeditie onder leiding van Willem de Vlamingh ontdekte in 1696 als eerste Europeaan deze zwarte zwanen aan de Zwanenrivier bij het hedendaagse Perth. Tot dan toe stonden zwarte zwanen in Europa bekend als voorbeeld van iets wat niet bestond, de ontdekking kreeg daarom spreekwoordelijke betekenis.

### Europa
De zwarte zwaan wordt in Europa als zogenoemde  sierwatervogel in gevangenschap gehouden en gefokt. Ontsnapte of uitgezette exemplaren kan men ook in de natuur tegenkomen, ze worden beschouwd als exoot. In Europa broeden ze het gehele jaar door.